# روبرت إينيس
روبرت إينيس (بالإنجليزية: Robert Enes)‏ هو لاعب كرة قدم أسترالي في مركز الوسط، ولد في 22 أغسطس 1975 في أستراليا. شارك مع منتخب أستراليا تحت 20 سنة لكرة القدم ومنتخب أستراليا لكرة القدم. أما مع النوادي، فقد لعب مع ماركوني ستاليونز ونادي بورتسموث ونادي جنوب ملبورن ونادي سيدني يونايتد 58.

## وصلات خارجية
- روبرت إينيس على موقع الاتحاد الدولي (مؤرشف)  (الإنجليزية)
- روبرت إينيس على موقع ناشيونال فوتبول تيمز (الإنجليزية)
- روبرت إينيس على موقع أوليمبيديا (الإنجليزية)
- روبرت إينيس على موقع اللجنة الأولمبية الأسترالية (الإنجليزية)